# Kvinoja
Kvinoja ali kinoja (znanstveno ime Chenopodium quinoa), špansko: quinua, iz jezika kečua: kinwa) je žitaricam podoben pridelek, ki izvira iz andskega področja Južne Amerike.  Užitna so predvsem semena. Kvinojo po uporabnosti podobno kot ajdo uvrščamo med žita, četudi to ni. Seme do neke mere spominja na kuhano proseno kašo, le da je seme ploščato in spiralasto zavito. Kvinoja je bližnja sorodnica pese in špinače.

## Pregled
Kvinoja (ime quinoa izhaja iz španske besede Quechua, kinwa ali občasno "Qin-wah") izvira iz andske regije Ekvadorja, Bolivije, Kolumbije in Peruja, kjer je bila uspešno udomačena pred 3.000 do 4.000 leti za prehrano ljudi, čeprav arheološki dokazi kažejo na uporabo v govedoreji pred 5.200 do 7.000 leti.
Podobni vrsti iz rodu Chenopodium (Chenopodium berlandieri in Chenopodium album) so udomačili in gojili v Severni Ameriki kot del vzhodnega kmetijskega kompleksa, preden je postala priljubljena koruza.
Chenopodium album, ki je široko razširjena na severni polobli, proizvaja užitna semena in liste, podobno kot kvinoja, vendar v manjših količinah. Kvinoja vsebuje hranilne sestavine, ki so boljše v primerjavi z ostalo skupino žit. Kvinojina zrna vsebujejo esencialne aminokisline kot lizin in visoke količine kalcija, fosforja in železa.

## Izvor
Za Chenopodium kvinojo (in sorodne vrste iz Mehike, Chenopodium nuttalliae) se verjame, da je bila udomačena iz Perujskih Andov iz divje populacije rastline. Obstajajo divje vrste rastline (Chenopodium quinoa var. melanospermum), ki rastejo na istem območju, kjer sedaj gojijo kvinojo; domneva se, da so povezane z divjimi predhodniki kvinoje, oziroma so lahko potomci gojenih rastlin.

## Zgodovina in kultura
Inki, ki so imeli pridelek za svet, so kvinojo imenovali chisaya mama ali "mati vseh žit". Vsako leto je inkovski poglavar ob solsticiju z zlato žlico posadil seme kvinoje. Med španskim osvajanjem Južne Amerike, so španski kolonisti imenovali kvinojo kot "hrano za Indijance"in celo aktivno zatirali njeno gojenje, zaradi njenega slovesa med avtohtonimi nekrščanskimi ceremonijami. Kaže, da so konkvistadorji prepovedali gojenje kvinoje za nekaj časa in prisilili Inke v gojenje pšenice.
Leto 2013 je Organizacija združenih narodov razglasila za Mednarodno leto kvinoje.

## Opis rastline
Kvinoja je enoletna rastlina, ki običajno zraste 1–2 m visoko. Ima široke, na splošno puhaste oz. praškaste, redko gladke liste, običajno nameščene izmenično. Osrednje olesenelo steblo je bodisi razvejano ali brez vej, odvisno od sorte, in je lahko zeleno, rdeče ali vijolično. Socvetja se pojavijo na vrhu rastline ali iz vrha veje oz. stebla. Socvetje je lahko na osrednji veji, iz katere izhaja naslednja veja bodisi s cvetjem (amaranthiform) ali z vejo, ki nosi cvetje (glomeruliform). Zeleni cvetovi so preprosti  in na splošno biseksualni ter se sami oplodijo. Plodovi imajo približno 2 mm v premeru in so različnih barv, od bele do rdeče ali črne, odvisno od sorte.

## Gojenje

### Klimatske zahteve
Kvinoja je zelo prilagodljiva zaradi visoke kompleksnosti različnih podvrst, sort in populacije (rastline in živali se prilagodijo okolju, v katerem so nastale). Nasploh je nezahtevna in raste tudi v višinah. Raste na 4.000 m v Andih blizu ekvatorja in tudi v obalnih regijah (Čile). Večinoma jo gojijo na višini med 2.500 m in 4.000 m, odvisno od sorte. Kvinoja najbolje uspeva v podnebju s temperaturami, ki segajo od –3 °C ponoči in do 35 °C podnevi. Nekatere vrste lahko prenesejo brez poškodb tudi nižje temperature. Zmrzal običajno ne vpliva na rastline na kateri koli stopnji razvoja, razen med cvetenjem. Poletne zmrzali, ki se pogosto pojavljajo v Andih, med cvetenjem lahko privedejo do sterilizacije cvetnega prahu. 

### Zahteve do tal
Kvinoja najbolje uspeva na peščenih, dobro izsušenih površinah z nizko vsebnostjo hranil, zmerno slanih, pH tal 6–8, 5.

### Agronomija
Setvena semena morajo biti dobro pripravljena in posušena v izogib vlažnosti. V Andih semena kvinoje sejejo po celotni površini njive in nato utrdijo tla. Včasih jih posejejo v ozke, plitve struge.  

### Košnja in skladiščenje
Kvinoja se običajno pobira ročno in redko strojno, zaradi različne stopnje zrelosti. Pridelek se mora natančno obirati v izogib lomu zrelih zrn in v različnih obdobjih cvetenja ter razvoja plodov ob različnih časih. Pred skladiščenjem se seme mlati in ločuje od luskaste lupine ter suši v izogib plesnenju.

### Hranilne vrednosti
Kvinoja je imela velik pomen v prehrani predkolumbovskih andskih civilizacij, poleg krompirja in je bila naslednja v pomembnosti poleg koruze. V sodobnih časih je kvinoja postala zelo cenjena zaradi svoje hranilne vrednosti in visoke vsebnosti beljakovin (14%), čeprav ne prekaša fižola in stročnic. Prehranske vrednosti kvinoje kažejo, da je dober vir beljakovin. Poleg tega je dober vir prehranskih vlaknin in fosforja ter vsebuje visoko vsebnost magnezija in železa. Kvinoja je tudi vir kalcija in široko uporabna pri veganih in tistih osebah, ki ne prenašajo laktoze. Kvinoja je brez glutena in lahko prebavljiva. Zaradi vseh teh značilnosti se kvinoja uvršča med pridelke NASA nadzorovanega ekološkega življenjskega sistema pri poletih.

### Saponini
Kvinoja ima v naravnem stanju premaz iz grenkih saponinov, zaradi česar je neprijetnega okusa. Večino kvinoje komercialno prodajajo v Severni Ameriki, kjer pred prodajo odstranijo prevleko. Saponini imajo ugodne učinke med gojenjem, kajti okus odvrača ptice in zato rastlina zahteva minimalno zaščito. Obstajali so poskusi znižanja količine saponinov s selektivno vzrejo, da bi bilo seme slajše, vendar se je pokazalo kot neuspešno zaradi različnega oplojevanja.
Ocena toksičnosti saponinov kaže na rahlo draženje oči in dihal ter majhno draženje prebavil. Saponin je strupen glikozid, ki vpliva na krvne celice. Saponini so dobri antiseptiki; tako tekočina, v kateri smo sprali kvinojo, pospešuje celjenje ran in je odličen detergent za pranje posode.

### Priprava
Kvinoja ima lahko, puhasto teksturo, kuhana ima blag okus po oreščkih in je lahko alternativa belemu rižu ali kuskusu. Večina kvinoje na trgu se prodaja z navodili in predlaga spiranje pred kuhanjem, če sploh. S spiranjem lahko odstranimo morebitne ostanke saponinov. Odstranitev saponinov pomaga pri prebavi.
Kvinoja se kuha podobno kot riž – dva kozarca vode na kozarec kvinoje. Počakamo da zavre in kuhamo od 10 do 15 minut, dokler se kalček ne loči od semena. Kuhano kvinojo uporabimo namesto riža, torej jo lahko dodamo nadevom, enolončnicam in juham kot zakuho. Kuhano kvinojo vmešamo v sadne solate. Za eno osebo potrebujemo 50 g kvinoje. Na mleku kuhana se ni izkazala za okusno jed. V prodaji je moč dobiti kvinojino »mleko«.
Kvinoja je izvrsten dodatek k oreščkom, sadju in vsebuje prebavne encime ter 14 do 16,2% beljakovin, 6,9% maščob, 63,9% ogljikovih hidratov, 3,5% vlaknin, vitamine: E, B6, riboflavin, niacin, tiamin, folno kislino in minerale: kalcij, fosfor, železo, mangan, magnezij, baker, natrij, kalij, cink.
- Chenopodium quinoa -red faro- - Museum specimen